# Station Papegem

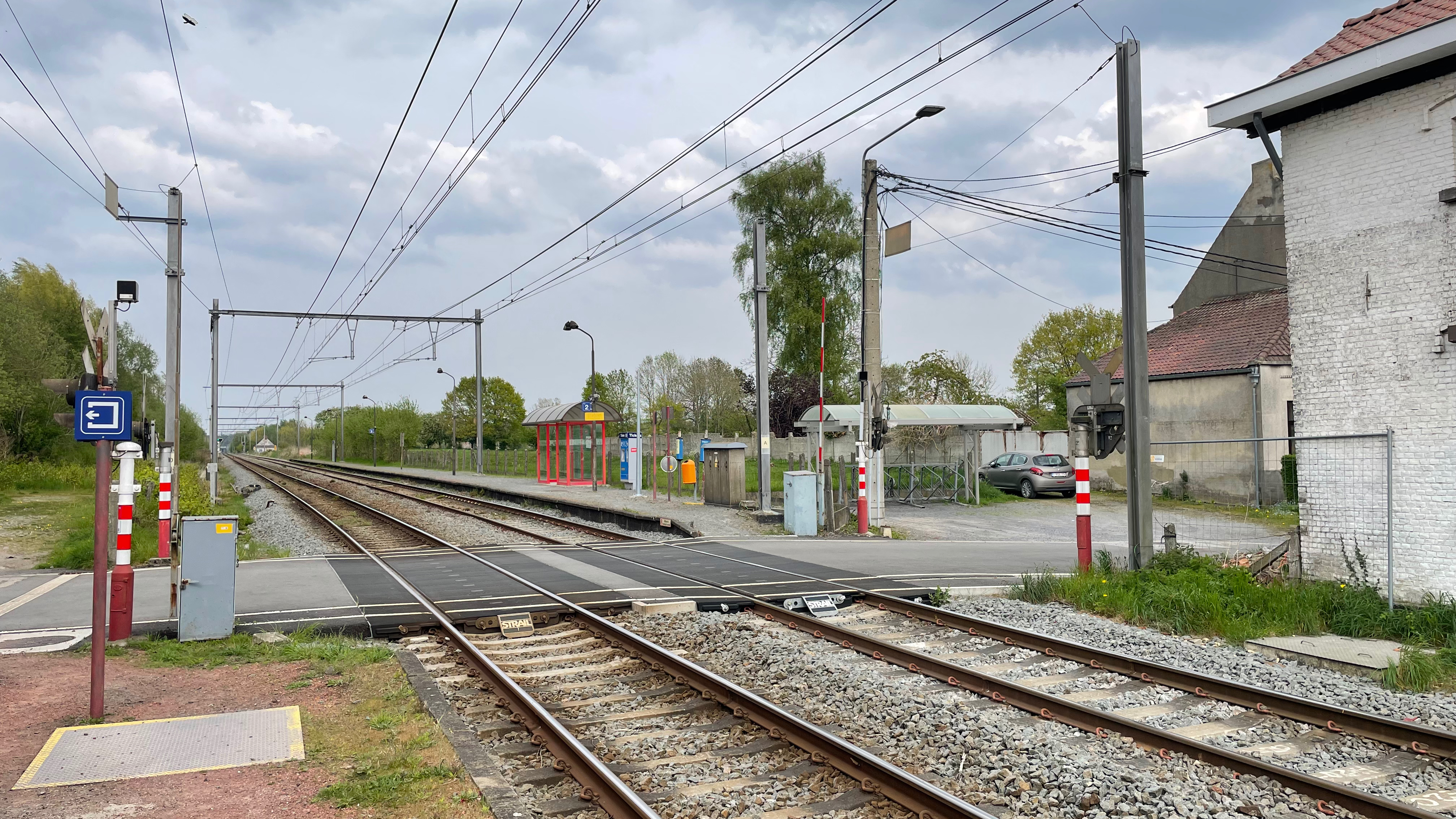
Station Papignies

Station Papegem (Frans: Gare de Papignies) is een spoorwegstation langs spoorlijn 90 (Jurbeke - Aat - Denderleeuw) in Papegem (Frans: Papignies), een deelgemeente van de stad Lessen. Het is nu een stopplaats. Men kan er kosteloos parkeren en er is een gratis fietsstalling.

## Treindienst
| Serie       | Treinsoort          | Route                                                                         | Bijzonderheden                                                                      |
| ----------- | ------------------- | ----------------------------------------------------------------------------- | ----------------------------------------------------------------------------------- |
| L 4850      | L-trein (NMBS)      | Geraardsbergen – Papegem – Aat – Bergen – [ Doornik – Moeskroen ] / [ Quévy ] | Rijdt op werkdagen Geraardsbergen-Moeskroen. Rijdt in weekends Geraardsbergen-Quèvy |
| P 7590/8590 | Piekuurtrein (NMBS) | Geraardsbergen – Papegem – Aat                                                | Rijdt alleen op werkdagen.                                                          |

## Reizigerstellingen
De grafiek en tabel geven het gemiddeld aantal instappende reizigers weer op een week-, zater- en zondag.
| Tabel: aantal instappende reizigers station Papignies | Tabel: aantal instappende reizigers station Papignies | Tabel: aantal instappende reizigers station Papignies | Tabel: aantal instappende reizigers station Papignies |
|                                                       | Weekdag                                               | Zaterdag                                              | Zondag                                                |
| ----------------------------------------------------- | ----------------------------------------------------- | ----------------------------------------------------- | ----------------------------------------------------- |
| 1977                                                  | 157                                                   | 16                                                    | 8                                                     |
| 1978                                                  | 159                                                   | 32                                                    | 16                                                    |
| 1979                                                  | 114                                                   | 41                                                    | 19                                                    |
| 1980                                                  | 118                                                   | 27                                                    | 14                                                    |
| 1981                                                  | 126                                                   | 16                                                    | 10                                                    |
| 1982                                                  | 119                                                   | 17                                                    | 10                                                    |
| 1983                                                  | 98                                                    | 32                                                    | 17                                                    |
| 1984                                                  | 126                                                   | 26                                                    | 16                                                    |
| 1985                                                  | 161                                                   | 31                                                    | 23                                                    |
| 1986                                                  | 171                                                   | 29                                                    | 25                                                    |
| 1987                                                  | 165                                                   | 26                                                    | 20                                                    |
| 1988                                                  | 133                                                   | 20                                                    | 11                                                    |
| 1989                                                  | 152                                                   | 52                                                    | 45                                                    |
| 1990                                                  | 171                                                   | 57                                                    | 39                                                    |
| 1991                                                  | 190                                                   | 58                                                    | 45                                                    |
| 1992                                                  | 207                                                   | 67                                                    | 47                                                    |
| 1993                                                  | 180                                                   | 58                                                    | 50                                                    |
| 1994                                                  | 125                                                   | 21                                                    | 7                                                     |
| 1995                                                  | 157                                                   | 20                                                    | 16                                                    |
| 1996                                                  | 147                                                   | 22                                                    | 18                                                    |
| 1997                                                  | 159                                                   | 28                                                    | 23                                                    |
| 1998                                                  | 116                                                   | 18                                                    | 34                                                    |
| 1999                                                  | 81                                                    | 21                                                    | 16                                                    |
| 2000                                                  | 102                                                   | 14                                                    | 12                                                    |
| 2001                                                  | 106                                                   | 8                                                     | 10                                                    |
| 2002                                                  | 82                                                    | 24                                                    | 14                                                    |
| 2003                                                  | 76                                                    | 10                                                    | 10                                                    |
| 2004                                                  | 64                                                    | 13                                                    | 11                                                    |
| 2005                                                  | 101                                                   | 16                                                    | 10                                                    |
| 2006                                                  | 86                                                    | 21                                                    | 19                                                    |
| 2007                                                  | 133                                                   | 20                                                    | 8                                                     |
| 2008                                                  | -                                                     | -                                                     | -                                                     |
| 2009                                                  | 121                                                   | 17                                                    | 17                                                    |
| 2010                                                  | -                                                     | -                                                     | -                                                     |
| 2011                                                  | -                                                     | -                                                     | -                                                     |
| 2012                                                  | 123                                                   | 26                                                    | 10                                                    |
| 2013                                                  | 141                                                   | 17                                                    | 11                                                    |
| 2014                                                  | 96                                                    | 14                                                    | 17                                                    |
| 2015                                                  | 139                                                   | 25                                                    | 9                                                     |
| 2016                                                  | 90                                                    | 20                                                    | 17                                                    |
| 2017                                                  | 100                                                   | 14                                                    | 12                                                    |
| 2018                                                  | 73                                                    | 21                                                    | 20                                                    |
| 2019                                                  | 110                                                   | 21                                                    | 13                                                    |
| 2020                                                  | 63                                                    | 20                                                    | 14                                                    |
| 2021                                                  | -                                                     | -                                                     | -                                                     |
| 2022                                                  | 132                                                   | 49                                                    | 25                                                    |
| 2023                                                  | 129                                                   | 113                                                   | 74                                                    |
| 2024                                                  | 181                                                   | 76                                                    | 48                                                    |

0,0: Denderleeuw ·
1,9: Iddergem ·
4,4: Okegem ·
7,5: Ninove ·
10,2: Eichem ·
12,1: Appelterre ·
13,4: Zandbergen ·
16,1: Idegem ·
17,8: Schendelbeke ·
21,7: Geraardsbergen ·
23,2: Overboelare ·
26,3: Acren · 
28,7: Lessen ·
29,8: Houraing ·
31,8: Papignies ·
33,5: La Cavée ·
35,4: Rebaix ·
39,9: Aat ·
42,1: Maffle ·
45,0: Mévergnies-Attre ·
46,5: Brugelette ·
48,3: Cambron-Casteau ·
52,1: Lens ·
55,6: Jurbeke ·
58,0: Erbisœul ·
66,7: Baudour ·
71,8: Saint-Ghislain